# Elsenham
Elsenham est un village et une paroisse civile du nord-ouest de l'Essex, en Angleterre. Les villes voisines sont Bishop's Stortford, Saffron Walden et Stansted Mountfitchet.